# HMHS Gloucester Castle
HMHS Gloucester Castle (Госпитальное судно Его Величества «Глостер Кастл») — британский пароход, построенный по заказу Union-Castle Mail Steamship Company. Во время Первой мировой войны реквизирован Королевским флотом Великобритании и переоборудован в госпитальное судно. 31 марта 1917 года судно торпедировано германской субмариной UB-32. Впоследствии поднято и отремонтировано. 15 июля 1942 года вблизи острова Вознесения потоплено немецким рейдером «Михель».

## Служба
Во время Первой мировой войны Gloucester Castle служил госпитальным судном. 31 марта 1917 года судно было торпедировано вблизи острова Уайт немецкой подводной лодкой UB-32 (капитан-лейтенант Макс Вибег). Корабль затонул, однако спустя две недели был поднят и отбуксирован в порт.
После войны судно вернули владельцам, после чего оно осуществляло коммерческие рейсы.
Во время Второй мировой войны судно продолжало совершать коммерческие рейсы. 15 июля 1942 года Gloucester Castle был перехвачен немецким рейдером «Михель» неподалёку от побережья Анголы. Командир рейдера атаковал в темноте без предупреждения. Первые же снаряды разнесли мостик и радиорубку Gloucester Castle, лишив судно возможности отправить сигнал SOS. Корабль затонул вместе с 93 членами экипажа и пассажирами, включая капитана, шестерых женщин и двух детей. Оставшиеся в живых 61 человек были подобраны рейдером и позднее интернированы в Йокогаме.